# Musaranya ratolí cuallarga
La musaranya ratolí cuallarga (Myosorex longicaudatus) és una espècie de musaranya endèmica del sud-est de la província del Cap, a Sud-àfrica.